# U-20ラグビーイングランド代表
U-20ラグビーイングランド代表（英語: England national under-20 rugby union team）は、20歳以下の選手で構成されるラグビーイングランド代表チームである。
ワールドラグビーU20チャンピオンシップ・シックス・ネイションズU-20チャンピオンシップなどに出場している。

## 歴史
2013年、IRBジュニア世界選手権 (現ワールドラグビーU20チャンピオンシップ)で初優勝。
そして2021年、シックス・ネイションズU-20チャンピオンシップで4年ぶりに優勝。
その後2024年、シックス・ネイションズU-20チャンピオンシップで3年ぶりに優勝、ワールドラグビーU20チャンピオンシップで8年ぶりに優勝。

## タイトル
- ワールドラグビーU20チャンピオンシップ
優勝・2回 (2013年, 2014年, 2016年, 2024年)
2位・6回 (2008年, 2009年, 2011年, 2015年, 2017年, 2018年)
- シックス・ネイションズU-20チャンピオンシップ
優勝・8回 (2008年, 2011年, 2012年, 2013年, 2015年, 2017年, 2021年, 2024年)

## 成績

### ワールドラグビーU20チャンピオンシップ
- 2008年 - 2位
- 2009年 - 2位
- 2010年 - 4位
- 2011年 - 2位
- 2012年 - 7位
- 2013年 - 1位
- 2014年 - 1位
- 2015年 - 2位
- 2016年 - 1位
- 2017年 - 2位
- 2018年 - 2位
- 2019年 - 5位
- 2023年 - 4位
- 2024年 - 1位

### シックス・ネイションズU-20チャンピオンシップ
- 2008年 - 1位
- 2009年 - 3位
- 2010年 - 2位
- 2011年 - 1位
- 2012年 - 1位
- 2013年 - 1位
- 2014年 - 2位
- 2015年 - 1位
- 2016年 - 5位
- 2017年 - 1位
- 2018年 - 2位
- 2019年 - 3位
- 2021年 - 1位
- 2022年 - 3位
- 2023年 - 4位
- 2024年 - 1位

## 主な歴代代表主将
- ハリー・マリンダー - 2016年ワールドラグビーU20チャンピオンシップ優勝時の主将。